# Sivapithecini
Los sivapitecinos (Sivapithecini) son una tribu extinta de ponginos que únicamente incluye dos géneros, Sivapithecus, Indopithecus y Gigantopithecus, aunque también se propusieron otros géneros.
Están estrechamente emparentados con la tribu Pongini que incluye a los orangutanes modernos.
- Datos: Q9078207